# Plaza de Gabriel Miró
La plaza de Gabriel Miró, antes conocida como  Vistillas de San Francisco, Campillo de las Vistillas o Las Vistillas, es una plazuela ajardinada en el barrio de Palacio, perteneciente al distrito Centro de  Madrid, delimitada al sur por la calle de Don Pedro, la de San Buenaventura y la travesía de las Vistillas; y al norte por la Cuesta de los Ciegos, la calle de la Morería y la de Yeseros. Rematan la plazuela los jardines diseñados en 1932 por el arquitecto Fernando García Mercadal y remodelados en 1945 por Manuel Herrero Palacios. Ocupan la parte más alta del cerro de Las Vistillas y se distribuyen en dos plataformas escalonadas.
En 1944 se le dio el nombre del escritor alicantino Gabriel Miró, aunque sigue conociéndose por su denominación popular (plaza de las Vistillas) desde el siglo xvii. Está considerada como uno de los miradores de sabor más castizo en el viejo Madrid, y es espacio habitual para las verbenas de san Isidro y La Paloma.

## Historia
En el plano de Texeira de 1656 aparece rotulada como las Vistillas de San Francisco; y en el de Espinosa de 1769 con el nombre de plaza de las Vistillas. Todavía siendo bosque y descampado estos terrenos fueron cedidos en 1662 por el Concejo de Madrid al duque del Infantado que tenía junto a ellos su palacio, terrenos que a lo largo de la segunda mitad del siglo xvii y primeros años del siglo xviii fueron objeto de reclamación, litigio y compras entre el Municipio de la Villa y el Guardián de San Francisco, hasta que fueron adquiridos por los herederos de la casa del Infantado y el ducado de Osuna, que finalmente levantaron allí el palacio, biblioteca y armería de esa casa ducal, apenas separada del campillo de las Vistillas por el desaparecido Corral de las Naranjas. En 1887, el Ayuntamiento compró la casa vieja de Osuna (toda la manzana 127) para poder prolongar el trazado de la calle de Bailén; parte de esos terrenos serían comprados ya en el siglo xx por el obispado de Madrid-Alcalá para construir allí el Seminario Conciliar de Madrid entre 1902 y 1906, con entrada por el número 9 de la calle de san Buenaventura.
Lejos de las repetidas propuestas que el decano de los cronistas de la villa, Ramón de Mesonero Romanos, hizo a lo largo de su vida para la conservación y ajardinamiento de las Vistillas, en la década de 1920, el campillo de las Vistillas era lugar habitual de emplazamiento de mercados de productos alimenticios, sobre todo de melones. En los edificios de la que luego sería plaza de Gabriel Miró, en un inmueble situado entre las calles de san Buenaventura y Travesía de Las Vistillas, montó su estudio el escultor Victorio Macho, espacio que luego sería ocupado por el pintor Ignacio Zuloaga, y donde se conserva un pequeño museo.

### De magias y leyendas

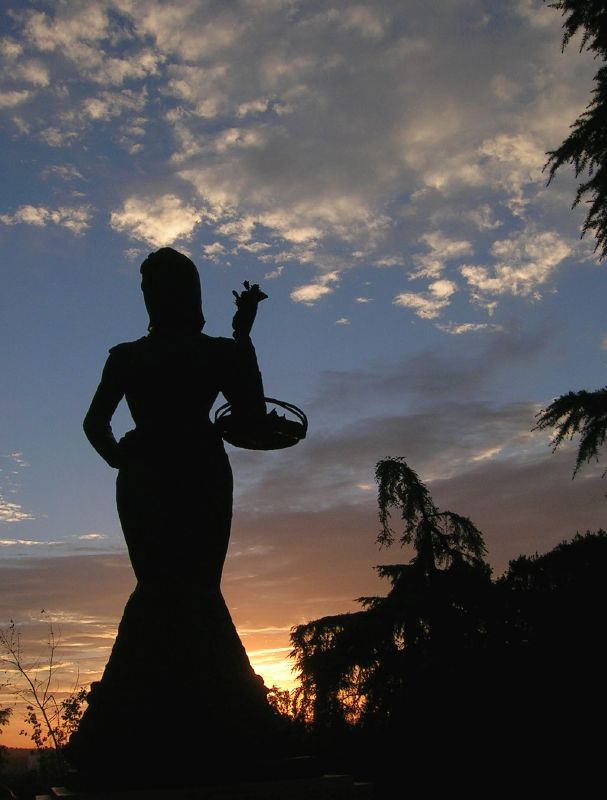
La silueta crepuscular del Monumento a La Violetera, en el campillo de las Vistillas del siglo xxi.

Pedro de Répide recoge con humor algunas noticias del pasado ‘paranormal’ del apartado y solitario mirador celeste que durante siglos fue el cerro de las Vistillas. Allí se reunían en las noches de primavera del año 1886 un corro de peregrinos a la espera de ver el milagroso paso de la Virgen, San pedro y San Juan seguidos de una comitiva de ángeles, cruzando el firmamento desde el lado del Guadarrama hasta el horizonte del camino de Toledo. Experiencia fabulosa que medio siglo después repetían los temerosos vigilantes del paso del cometa Halley y su promesa de un nuevo fin del mundo.

### Espacio monumental
Entre los últimos años del siglo xx y el siglo xxi, la plaza y los jardines anejos se han decorado con diversos monumentos: la estatua callejera de La Violetera, manola castiza y chula, obra de Santiago de Santiago, que antes estuvo en la confluencia de la calle de Alcalá con la Gran Vía y que fue trasladada a las Vistillas el 13 de junio de 2003; el monumento y fuente dedicados al escritor Ramón Gómez de la Serna autor de la sentencia, entre refrán y greguería, «Madrid es no tener nada y tenerlo todo»; y un busto del citado pintor vasco Ignacio Zuloaga, vecino temporal de la plaza.